# Hattie Jacques
Josephine Edwina Jaques (Sandgate, Kent, 1922. február 7. – London, 1980. október 6.), Hattie Jacques művésznéven ismert angol színésznő és komika. (Ejtsd kb. [dzséjksz]). Karrierjét az 1940-es években kezdte, a The Tony Hancock Show-ban és a Hancock’s Half Hour-ban való szerepléseivel hívta fel a figyelmet magára. 1958-tól 1974-ig a Folytassa… sorozat 14 filmjében játszott, gyakran a főnővért alakítva. Hosszú szakmai kapcsolata volt Eric Sykesszal, akivel együtt szerepelt a Sykes and A…, Sykes and a Big, Big Show és a Sykes-ban. Két Norman Wisdom-filmben, az Én és a tábornok-ban és az Ellopták a hangomat-ban is szerepelt.
Utolsó televíziós szereplése egy, az Asda számára készült reklámfilmben volt, 1980-ban.

## Ifjú évei
Josephine Edwina Jacques Robin és Mary Jacques leánya volt. Édesapja pilóta volt, aki egy repülőgép-szerencsétlenségben halt meg pár hónappal leánya születése után. Édesanyja amatőr színésznő volt.
A Godolphin és Latymer iskolában tanult, majd a második világháború alatt nővérként szolgált a Vöröskeresztnél, és egy észak-londoni gyárban hegesztőként dolgozott.
Húszévesen debütált a színpadon Londonban, a Players’ Theatre-ben. Szinte azonnal rendes taggá lehetett a színháznál, zenés revükben lépett fel, illetve a viktoriánus stílusú pantomim-előadásokban a tündérkirálynőt alakította.
Miután sikereket ért el a rádióban, televízión és filmekben, visszatért a Players’-hez, mint rendszeres előadó, író és rendező.

## Rádió
1947-ben Ted Kavanagh látta egy fellépését a Players’-ben, és meghívta őt hogy szerepeljen az It’s That Man Again rádiós vígjátéksorozatban. Az irigy iskoláslányt, Sophie Tuckshopot alakította.
Az 1950-es évek elején az Educating Archie c. rádióshowban játszott, Agatha Danglebody szerepében. Ebben a show-ban dolgozott együtt először Eric Sykesszal, aki a forgatókönyveket írta a sorozathoz.
1956-ban felkérték hogy szerepeljen a Hancock’s Half Hour rádiós sorozatban, olyan állandó szereplőkkel együtt, mint Tony Hancock, Sid James, Bill Kerr és Kenneth Williams. A Hancock’s tévéváltozatának számos epizódjában is feltűnt.

## A Folytassa… sorozat
Ebben az időben már filmekben is szerepelt, a Scrooge-ban (Karácsonyi Történet, 1951), és számos Norman Wisdom-féle vígjátékban – az Én és a tábornok-ban és az Ellopták a hangomat-ban. 1958-ban csatlakozott a Folytassa... csapatához a Folytassa, őrmester!-nél, és a sorozatbeli szereplésével még szélesebb körű ismertségre tett szert.
A hosszú ideig futó sorozat filmjeiből 14-ben szerepelt, és ötben alakította a rátermett és szigorú főnővért: Folytassa, nővér!, Folytassa, doktor!, Folytassa a kempingezést!, Folytassa újra, doktor!, Folytassa, főnővér!. Személyes kedvence a Folytassa, taxisofőr! volt, amelyben letehette ezt a kemény figurát, és a romantikus főszerepet játszhatta el Sidney James mellett. 
Színésztársai melegszívű, kedves hölgynek tartották, akit mindenki megkedvelt, és aki szoros barátságot tartott fenn több más főszereplőtársával, köztük Kenneth Williamsszel és Joan Simsszel, akiknek Jacques sok hasznos tanácsot, és tényleges segítséget nyújtott. Sims őt tartotta legjobb barátnőjének.

## Eric Sykes
Először a londoni Players’ Theatre-ben találkoztak. Skyes, Jacques játékától elkápráztatva, a színfalak mögé ment hogy bemutatkozzon. Ez volt a kezdete élethossziglani barátságuknak és munkakapcsolatuknak.
1960-ban csatlakozott Sykeshoz az ő saját, Sykes címmel hosszú ideig futó BBC vígjátéksorozatában, melyben testvéreket alakítottak, akik mindenféle komikus helyzetbe kerültek. A vicc az volt a dologban, hogy ikreket játszottak, azonban fizikailag teljesen különbözően néztek ki, Jacques alacsony és molett volt, míg Sykes magas és sovány. Az eredeti show 1960-65 között futott, majd 1972-től 1979-ig a felújítása.
A show későbbi éveiben belföldi és nemzetközi színpadi körutakra álltak össze, bár ez némi feszültséget okozott szakmai kapcsolatukban.

## Magánélete
Hattie Jacques John Le Mesurier házastársa volt 1949-65 között. Két fiuk született. Válásuk idején a médiának azt sugallták, hogy Le Mesurier volt a hibás. Később kiderült, hogy valójában Jacquesnek volt kapcsolata egy fiatalabb férfival, aki miatt elhagyta férjét. Le Mesurier azért tartotta fenn a látszatot, hogy ne okozzon kárt Jacques karrierjében. Habár a kapcsolat később megfeneklett, Hattie jó viszonyban maradt férjével, és bátorította őt a harmadik feleségével, Joannel való házasságkötésre.

## Utolsó évei
Életének utolsó időszakában Jacquest folyamatos egészségi problémák gyötörték, de folytatta munkáját, és tovább támogatta legkedvesebb jótékonysági szervezeteit, valamint fenntartotta mozgalmas társasági életét. Szívrohamban hunyt el 1980. október 6-án, testét a Putney Vale Crematoriumban hamvasztották el, ahol hamvait elszórták.

## Rádiós szereplései
- ITMA (1948 - 1949), Sophie Tuckshop
- Educating Archie (1950 - 1954)
- Hancock's Half Hour (1956 - 1959), Griselda Pugh

## Televízió
- Hancock's Half Hour (1956 - 1960), Griselda Pugh
- Sykes (tévésorozat, 1960 - 1965, 1971 - 1979), Hattie

## Válogatott filmjei
- Oliver Twist (1948) énekes a tolvajok ivójában
- Trottie True (1948) zenés varietében előadó
- Folytassa, őrmester! (1958), Clark kapitány
- Én és a tábornok (1958), Gretchen
- Folytassa, nővér! (1959), főnővér
- The Navy Lark (1959), jósnő
- The Night We Dropped a Clanger (1959), Ada
- Folytassa, tanár úr! (1959), Grace Short
- Ellopták a hangomat (1959), Dymphna Dobson
- Make Mine Mink (1960), Nanette Parry
- Folytassa, rendőr! (1960), Laura Moon őrmester
- School for Scoundrels (1960), First Instructress
- In the Doghouse (1961), Gudgeon
- Folytassa tekintet nélkül! (1961), nővér
- Folytassa, taxisofőr! (1963), Peggy
- Folytassa, doktor! (1967), főnővér
- Folytassa újra, doktor! (1969), főnővér
- Monte Carlo or Bust (1969), újságírónő
- The Magic Christian (1969), Ginger Horton
- Folytassa a kempingezést! (1969), Haggerd kisasszony
- Folytassa a szerelmet! (1970), Sophie Bliss
- Folytassa, amikor Önnek megfelel! (1971), Beatrice Plummer
- Folytassa, főnővér! (1971), főnővér
- Folytassa külföldön! (1972), Floella
- Folytassa, Dick! (1974), Martha Hoggett
- Rhubarb Rhubarb (1980), dada

## Fordítás
Ez a szócikk részben vagy egészben  a   Hattie Jacques című angol Wikipédia-szócikk fordításán alapul.  Az eredeti cikk szerkesztőit annak laptörténete sorolja fel. Ez a jelzés csupán a megfogalmazás eredetét és a szerzői jogokat jelzi, nem szolgál a cikkben szereplő információk forrásmegjelöléseként.